# Hanka Bielicka

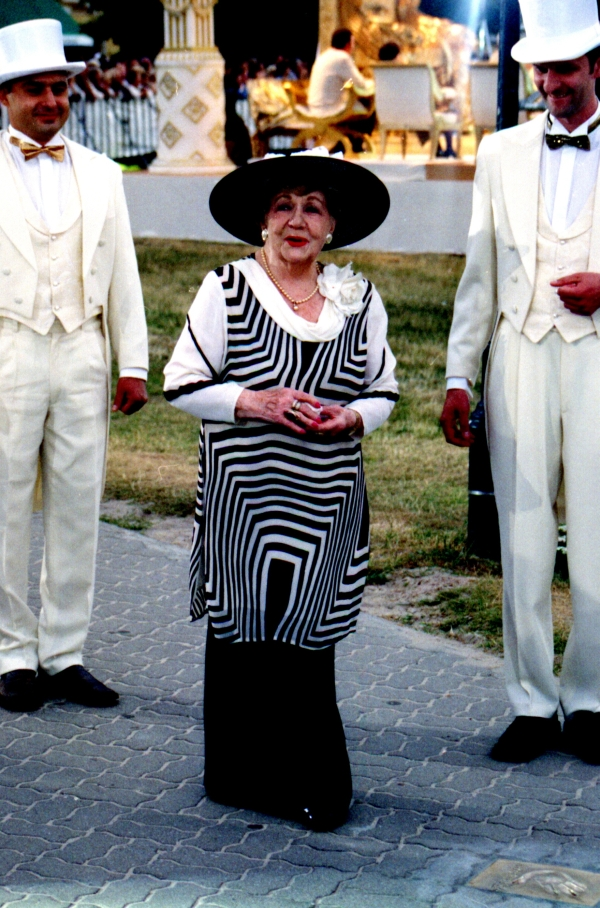
Hanka Bielicka in 1985

Anna Weronika Bielicka (Konovka (Poltava), 9 november 1915 - Warschau, 9 maart 2006) was een Pools zangeres en actrice, en was vooral bekend onder haar artiestennamen Hanna en Hanka.
Ze speelde in diverse Poolse films en televisieprogramma's, en was bij het Poolse publiek een gewaardeerde vrouw.
Bielicka werd geboren in Konovka nabij Poltava, (destijds in Polen, tegenwoordig in Oekraïne), en stierf een natuurlijke dood in Warschau, Polen.
Anna Weronika Bielicka werd 90 jaar.

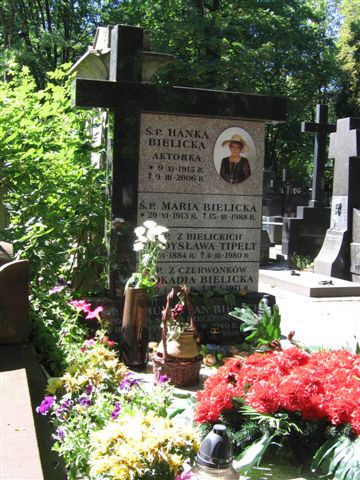
Monument op de begraafplaats in Warschau

- Gemeinsame Normdatei: 123148049
- International Standard Name Identifier: 0000 0001 0962 8337
- Library of Congress Control Number: n93065670
- Nationale Bibliotheek van Polen: a0000001193251
- Virtual International Authority File: 30437418
- WorldCat: E39PBJvCWCrQwTFvTtPm6y6qcP